# Evelyn Taocheng Wang
Evelyn Taocheng Wang (Chengdu, 1981) is een in Nederland wonende en werkende Chinese kunstenaar. Haar werk omvat onder andere tekeningen, performances en video's. 
Wangs werk is tentoongesteld in binnen- en buitenland, bijvoorbeeld bij KW Berlijn, TENT Rotterdam en Documenta 14 in Kassel. In 2016 won ze de Volkskrant Beeldende Kunstprijs en in 2019 de ABN AMRO Kunstprijs.

## Biografie
Van 2002-2006 studeerde Wang traditionele Chinese kunst, Chinese klassieke literatuur, en grafisch ontwerp aan de  Normail University Nanjing, waarna ze aan de Städelschule in Frankfurt, Duitsland studeerde van 2010-2012 en een master behaalde. Ze had een residency bij De Ateliers in Amsterdam van 2012-2014. Sindsdien woont en werkt ze in Rotterdam. 

## Artistieke praktijk
Haar solotentoonstelling, ‘A Home Made Travel MV Series’ was in 2015 in Amsterdam in Galerie Fons Welters te zien en in 2017 toonde ze haar werk in een solo in het Frans Hals Museum in Haarlem.
Van 2011-2013 toonde ze haar werk in OV gallery in Shanghai in diverse tentoonstellingen. Galerie Fons Welters (Amsterdam) representeert haar werk van 2014 tot nu, in solo- en groep-tentoonstellingen
In 2019 stelde ze een serie werken tentoon in het Stedelijk Museum Amsterdam met de titel 'Spreading Elegance' waarvoor ze via Facebook haar eigen kleding van het merk Agnès B aanbood in ruil voor een handgeschreven brief van de ontvanger, waarin deze uitlegde wat 'elegantie' voor hun betekende.
Van September 16, 2023 tot en met 31 Maart 2024 is Wang's werk te zien in de solo tentoonstelling 'Het licht is rond' in de Dordrechts Museum. In 2023 was ook een andere solo tentoonstelling van Wang's werk geopend, met de titel 'An Equivocal Contrast' in de Rockbund Museum in Shanghai.

## Prijzen
- 2016: Dorothea von Stetten Preis (Duitsland)[7]
- 2016: Volkskrant Beeldende Kunstprijs[6]
- 2019: ABN AMRO Kunstprijs[6]
- 2019: Dolf Henkes Prijs[8]